# Europese kampioenschappen indooratletiek 2025 - 4 × 400 meter mannen
De 4x400 meter estafette voor mannen op de Europese kampioenschappen indooratletiek 2025 vond plaats op 9 maart 2025 en werd gehouden op de shorttrackbaan van Omnisport in Apeldoorn in Nederland. Het was de dertiende keer dat dit onderdeel op het programma stond.
De wedstrijd werd gewonnen door de Nederlandse ploeg. Eugene Omalla, Isaya Klein Ikkink, Tony van Diepen en Nick Smidt wonnen de titel in 3.05,95. Smidt maakte een weergaloze actie in de laatste bocht aan de binnenkant en rukte zo van de vierde naar de eerste plaats op. Het was de tweede keer dat de Nederlandse ploeg dit estafette onderdeel wist te winnen. Het was de tweede estafette medaille van het toernooi voor Van Diepen en Smidt omdat hun op de openingsdag de 4x400 meter gemengd wisten te winnen samen met Femke Bol en Eveline Saalberg. De Spaanse ploeg werd tweede in een nationaal record met een tijd van 3.05,18(174) slechts twee duizendste voor de Belgische ploeg, 3.05,18(176) dat derde werd. Hiermee raakte België de titel kwijt.

## Records
Voorafgaand aan het toernooi waren dit het Wereldrecord, Europees record, Kampioenschapsrecord en de Wereld-, Europese leiding.
| Wereldrecord         | Texas A&M-universiteit | 3.01,39 | College Station | 10 maart 2018    |
| Europees record      | Polen                  | 3.01,77 | Birmingham      | 4 maart 2018     |
| Kampioenschapsrecord | België                 | 3.02,87 | Praag           | 8 maart 2015     |
| WL                   | Oost-Texas A&M         | 3.02,21 | Clemson         | 15 februari 2025 |
| EL                   | Turkije                | 3.10,97 | Belgrado        | 15 februari 2025 |

## Kwalificatie
Het gastland Nederland kreeg één plaats toegewezen. Drie plaatsen werden toegewezen op basis van de rangschikking van de officiële teams van de aangesloten European Athletic Association in de gecombineerde 4x400 meter outdoorwedstrijden van 2024. De overige twee plaatsen werden toegewezen op basis van de verzamelde 400 meter-tijden van individuele atleten uit het indoorseizoen van 2024, 10 dagen vóór de eerste dag van de Europese kampioenschappen indooratletiek 2025.

## Resultaten

### Finale[3]
| Rang   | Land                | Atleten                                                              | Tijd         | Bijz. |
| ------ | ------------------- | -------------------------------------------------------------------- | ------------ | ----- |
| Goud   | Nederland           | Eugene Omalla, Nick Smidt, Isaya Klein Ikkink, Tony van Diepen       | 3.04,95      | EL    |
| Zilver | Spanje              | Markel Fernandez, Manuel Guijarro, Óscar Husillos, Bernat Erta       | 3.05,18(174) | NR    |
| Brons  | België              | Julien Watrin, Christian Iguacel, Florent Mabille, Jonathan Sacoor   | 3.05,18(176) | SB    |
| 4      | Verenigd Koninkrijk | Alex Haydock-Wilson, Efekemo Okoro, Joshua Faulds, Alastair Chalmers | 3.05,49      | SB    |
| 5      | Frankrijk           | Yann Spillmann, Predea Manounou, Felix Levasseur, Téo Andant         | 3.05,83      | NR    |
| 6      | Tsjechië            | Michal Desenský, Vít Müller, Mikuláš Mutinský, Milan Ščibráni        | 3.08,28      | SB    |